# Sátánmajomformák
A sátánmajomformák (Pitheciidae) az újvilági majmok közé tartozó sátánmajomfélék egy alcsaládja. Észak-, Közép- és Dél-Amerika erdeiben élnek a Kelet-Andokban.
Kis és közepes méretű főemlősök, zömök testfelépítésűek. A szűrszínük fajtól függően változhat, lehet fekete, szürke, barna vagy fehér. A farkukat egyensúlyozásra használják. Életük nagy részét a fákon töltik, kis csoportokban élnek. Általában mindenevők, gyümölcsöket, rovarokat, kis gerinceseket és virágokat esznek. A nagy szemfogaikkal áttörik az éretlen gyümölcsök kemény héját.
Általában egy utód születik, a vemhesség időtartama 5-6 hónap. Az ivarérettséget 3-4 évesen érik el, és 15 évig is élhetnek.

## Osztályozás
A sátánmajomformák (Pitheciinae) alcsaládba 3 nem és 9 faj tartozik
- Cacajao (Lesson, 1840) – 2 faj
  - skarlátarcú majom (Cacajao calvus)
  - feketefejű uakari (Cacajao melanocephalus)

- Chiropotes (Lesson, 1840) – 2 faj
  - fehérorrú sátánmajom (Chiropotes albinasus)
  - feketearcú szakállas sátánmajom (Chiropotes satanas)

- Pithecia (Desmarest, 1804) – 5 faj
  - perui sátánmajom (Pithecia aequatorialis)
  - vörösfejű sátánmajom (Pithecia albicans)
  - tapajósi sátánmajom (Pithecia irrorata)
  - bozontos sátánmajom (Pithecia monachus)
  - fehérarcú sátánmajom (Pithecia pithecia)